# Uncle Joe Shannon
Pour plus de détails, voir Fiche technique et Distribution.
Uncle Joe Shannon est un film américain réalisé par Joseph C. Hanwright, sorti en 1978.

## Fiche technique
- Titre original : Uncle Joe Shannon
- Réalisation : Joseph C. Hanwright
- Scénario : Burt Young
- Costumes : Bobbie Mannix
- Photographie : Bill Butler
- Musique : Bill Conti
- Production : Robert Chartoff, Irwin Winkler
- Société(s) de distribution :  United Artists
- Pays de production : États-Unis
- Année : 1978
- Langue originale : anglais
- Format : couleur – 35 mm – 1,85:1 – mono
- Genre : drame
- Durée : 108 minutes
- Date de sortie : 
  - États-Unis : 17 décembre 1978 (New York, New York)

## Distribution
- Burt Young : Joe Shannon
- Bobby Cassidy : Miguel
- Doug McKeon : Robbie
- Madge Sinclair : Margaret
- Jason Bernard : Goose
- Bert Remsen : Braddock
- Allan Rich : Dr. Clark
- Martin Beck : Marvin
- Anthony Caldarella : Bassist and Shannon's Musician

## Distinction

### Nomination
- Golden Globes 1979 :
  - Golden Globe de la révélation masculine de l'année pour Doug McKeon